# Stan Valckx
Stanislaus "Stan" Henricus Christina Valckx (født 20. oktober 1963 i Arcen, Holland) er en tidligere hollandsk fodboldspiller (midterforsvarer).
Valckx karriere strakte sig fra 1983 til 2000, og blev primært tilbragt i hjemlandet, hvor han spillede fem sæsoner hos VVV-Venlo og ni hos PSV Eindhoven. Han var også to sæsoner i portugisisk fodbold hos Sporting Lissabon. Tiden hos PSV var den mest succesfulde i hans karriere. Her var han med til at vinde hele fem hollandske mesterskaber og tre pokaltitler.
Valckx spillede 20 kampe for Hollands landshold, som han debuterede for den 26. september 1990 i en venskabskamp mod Italien i Palermo. Han var en del af den hollandske trup, der nåede kvartfinalerne ved VM i 1994 i USA. Her spillede han fire af holdets fem kampe i turneringen, heriblandt det dramatiske kvartfinalenederlag på 3-2 til de senere verdensmestre fra Brasilien. Hans sidste landskamp var en VM-kvalifikationskamp på udebane mod Wales i efteråret 1996.